# فهرست آثار ملی شهرستان گرگان
شهرستان گرگان یکی از شهرستان‌های ایران است که در شمال ایران در استان گلستان قرار گرفته‌است. شهر گرگان مرکز این شهرستان است.
تا کنون (سال ۱۴٠۳) ۱٠٠ اثر از این شهرستان در فهرست آثار ملی ایران ثبت شده است.

## آثار ثبت‌شده
| ردیف | نام اثر                             | نگاره          | دیرینگی                        | موقعیت                                                                                                   | شمارهٔ ثبت | تاریخ ثبت  | منبع  |
| ---- | ----------------------------------- | -------------- | ------------------------------ | --- | --------- | ---------- | ----- |
| ۱    | شهر قدیم گرگان                      | بارگذاری تصویر | اسلامی                         | گرگان، بافت قدیم شهر                                                                                     | ۴۱        | ۱۳۱۰/۰۶/۲۴ | [ ۱ ] |
| ۲    | تورنگ‌تپه                            |                | هزاره ۳ و دو ق. م              | در دوازده میل انگلیسی شمال شرق، گ ۳۶°۵۶′۴٫۹۹″ شمالی ۵۴°۳۵′۲۵٫۰۱″ شرقی / ۳۶٫۹۳۴۷۱۹۴°شمالی ۵۴٫۵۹۰۲۸۰۶°شرقی | ۶۶        | ۱۳۱۰/۱۰/۱۵ | [ ۲ ] |
| ۳    | مسجد جمعه                           |                | سلجوقیان ـ صفویه               | شهرستان گرگان، خیابان امام خمینی، مسجد جامع                                                              | ۱۸۱       | ۱۳۱۱/۰۴/۱۸ |       |
| ۴    | امامزاده نور                        |                | قرن ۹ ق                        | شهرستان گرگان، بخش مرکزی، مرکزمحله سرچشمه گرگان                                                          | ۳۴۶       | ۱۳۲۱/۰۳/۲۰ |       |
| ۵    | امامزاده واقع در روشن‌آباد           |                | قرن ۹ ق                        | بخش مرکزی، روستای روشن آباد                                                                              | ۳۵۸       | ۱۳۲۱/۰۳/۲۰ |       |
| ۶    | نرگس تپه                            |                | اواسط هزاره یک ق‌م              | ۴ کیلومتری غرب علی‌آباد گرگان                                                                             | ۷۳۷       | ۱۳۴۶/۰۱/۲۳ |       |
| ۷    | تپه قلی                             |                | اواسط هزاره یک ق‌م              | ۴ کیلومتری غرب علی‌آباد                                                                                   | ۷۳۸       | ۱۳۴۶/۰۱/۲۳ |       |
| ۸    | تپه لمسک                            |                | هزاره یک ق‌م و اسلامی           | شهرستان گرگان، روستای لمسک                                                                               | ۷۴۰       | ۱۳۴۶/۰۱/۲۳ |       |
| ۹    | تپه محض‌آباد                         |                | هزاره یک ق‌م تا ساسانی          | شهرستان گرگان، روستای محض آباد                                                                           | ۷۴۱       | ۱۳۴۶/۰۱/۲۳ |       |
| ۱۰   | تپه حیدرآباد                        |                | اواخر هزاره دو ق‌م              | شهرستان گرگان، روستای حیدر آباد                                                                          | ۷۴۲       | ۱۳۴۶/۰۱/۲۳ |       |
| ۱۱   | تپه چهارده                          |                | هزاره یک ق‌م                    | شهرستان گرگان، ۱۴ کیلومتری جاده ساری، روستای کفشگیری                                                     | ۷۴۳       | ۱۳۴۶/۰۱/۲۳ |       |
| ۱۲   | جن تپه                              |                | هزاره یک ق‌م                    | شهرستان گرگان                                                                                            | ۷۴۴       | ۱۳۴۶/۰۱/۲۳ |       |
| ۱۳   | پل پهلوی‌دژ                          |                | صفویه                          | مرکز شهرگرگان                                                                                            | ۹۱۹       | ۱۳۵۱/۰۳/۲۷ |       |
| ۱۴   | گمیشان                              |                | قرون اولیه اسلامی تا قرن ۷ ق   | در دشت غرب گرگان                                                                                         | ۱۰۳۳      | ۱۳۵۳/۱۲/۱۹ |       |
| ۱۵   | امامزاده نور امامزاده اسحق          |                | سلجوقیان                       | شهرستان گرگان، بخش مرکزی، محله سر چشمه                                                                   | ۱۳۴۵      | ۱۳۵۵/۱۰/۲۷ |       |
| ۱۶   | مسجد گلشن                           |                | قاجاریه (۱۲۴۴ ق)               | بنا نوسازی گردیده‌است.                                                                                    | ۱۳۴۶      | ۱۳۵۵/۱۰/۲۷ |       |
| ۱۷   | کاخ اختصاصی گرگان                   |                | پهلوی                          | گرگان، پارک شهر                                                                                          | ۱۵۳۸      | ۱۳۵۶/۱۱/۰۳ |       |
| ۱۸   | سردر ورودی پادگان                   |                | پهلوی                          | گرگان، لشکر ۳۰ گرگان                                                                                     | ۱۵۳۹      | ۱۳۵۶/۱۱/۰۳ |       |
| ۱۹   | تپه قلعه خندان                      |                | ساسانی واسلامی                 | شهرستان گرگان، بخش مرکزی، میدان مازندران، جبهه جنوبی خ عدالت                                             | ۱۷۰۱      | ۱۳۶۴/۱۱/۲۰ |       |
| ۲۰   | خانه خراسانی                        |                | اواخر قاجار                    | گرگان، محله سرچشمه                                                                                       | ۲۲۷۳      | ۱۳۷۷/۱۲/۰۸ |       |
| ۲۱   | خانه کبیر                           |                | اواخر قاجار                    | گرگان، محله دوشنبه‌ای بافت قدیم                                                                           | ۲۲۷۴      | ۱۳۷۷/۱۲/۰۸ |       |
| ۲۲   | دیوارتاریخی گرگان/ سدانوشیروان، سدف |                | ساسانی                         | شهرستان گنبد کاووس، کلاله، آق قلا                                                                        | ۲۳۴۵      | ۱۳۷۸/۰۴/۲۹ |       |
| ۲۳   | خانه امیر لطیفی                     |                | قاجاریه                        | گرگان، ضلع شمالی مسجدجامع                                                                                | ۲۳۹۱      | ۱۳۷۸/۰۸/۱۸ |       |
| ۲۴   | خانه تقوی                           |                | پهلوی اول                      | بخش مرکزی، محله سرچشمه شمال بازار                                                                        | ۲۴۰۹      | ۱۳۷۸/۰۶/۰۲ |       |
| ۲۵   | مدرسه عمادیه                        |                | صفویه                          | گرگان، محله درب نو                                                                                       | ۲۴۶۵      | ۱۳۷۸/۰۷/۱۹ |       |
| ۲۶   | خانه باقری (گرگان)                  |                | اوایل پهلوی                    | گرگان، محله سرچشمه                                                                                       | ۲۸۰۳      | ۱۳۷۹/۰۷/۱۶ |       |
| ۲۷   | کاروان‌سرای قزلق                     |                | اسلامی                         | ۳۵ ک جنوبشرقی گرگان در کنار کتل گر                                                                       | ۲۹۰۳      | ۱۳۷۹/۰۹/۰۵ |       |
| ۲۸   | خانه شیرنگی                         |                |                                | گرگان، بافت قدیم شهر، محله سرچشمه                                                                        | ۳۳۳۲      | ۱۳۷۹/۱۲/۲۵ |       |
| ۲۹   | تپه پوکردوال                        |                | پیش از تاریخ                   | شهرستان گرگان، محله اوزینه، جنب رودخانه پوکردوال                                                         | ۴۳۷۱      | ۱۳۸۰/۰۹/۰۵ |       |
| ۳۰   | مدرسه تقوی                          |                | اواخر قاجار                    | گرگان، خیابان امام خمینی، محله سرچشمه کوچه فاطمیه                                                        | ۵۴۲۰      | ۱۳۸۰/۱۲/۲۵ |       |
| ۳۱   | خانه فاطمی                          |                | قاجاریه                        | گرگان، خیابان سرخواجه، کوچه هشتم                                                                         | ۵۴۲۱      | ۱۳۸۰/۱۲/۲۵ |       |
| ۳۲   | خانه شایگان                         |                | اواخر قاجار ـ اوایل پهلوی      | گرگان، خیابان شیرکش، کوچه دماوندی                                                                        | ۵۴۲۲      | ۱۳۸۰/۱۲/۲۵ |       |
| ۳۳   | خانه مفیدیان                        |                | اواخر قاجار (۱۲۸۰ ه‍.ش)          | گرگان، خیابان سر خواجه (باغ پلنگ)، کوچه مفیدیان                                                          | ۵۴۲۳      | ۱۳۸۰/۱۲/۲۵ |       |
| ۳۴   | خانه دارویی                         |                | اوایل پهلوی اول (۱۳۱۰ ه‍.ش)      | گرگان، خیابان باغ شاه (ملل)، کوچه پشت سپاه                                                               | ۵۴۲۴      | ۱۳۸۰/۱۲/۲۵ |       |
| ۳۵   | تپه بنیاد للدوین                    |                | پیش از تاریخ ـ تاریخی ـ اسلامی | شهرستان گرگان، بخش مرکزی، ۳ کیلومتری شمال روستای للدوین                                                  | ۸۷۹۷      | ۱۳۸۲/۰۳/۱۰ |       |
| ۳۶   | کاروان‌سرای دیمه لو                  |                | صفویه                          | شهرستان گرگان، بخش مرکزی، روستای شاهکوه                                                                  | ۸۷۹۸      | ۱۳۸۲/۰۳/۱۰ |       |
| ۳۷   | خانه میرشهیدی                       |                | قاجاریه                        | گرگان، خیابان امام خمینی (ره)، آفتاب دوم، جنب مسجد جامع                                                  | ۸۸۰۱      | ۱۳۸۲/۰۳/۱۰ |       |
| ۳۸   | خانه اسدی پور                       |                | قاجاریه                        | گرگان، کوی سرچشمه، جنب مصلی نماز جمعه                                                                    | ۹۳۲۱      | ۱۳۸۲/۰۵/۰۷ |       |
| ۳۹   | تپه انجیر آب                        |                | پیش از تاریخ ـ تاریخی ـ اسلامی | شهرستان گرگان، بخش مرکزی، روستای انجیرآب                                                                 | ۹۳۲۳      | ۱۳۸۲/۰۵/۰۷ |       |
| ۴۰   | قلعه شانشین خرمالوچال               |                | قرون میانه اسلامی              | شهرستان گرگان، بخش مرکزی، روستای نوچمن                                                                   | ۹۳۲۴      | ۱۳۸۲/۰۵/۰۷ |       |
| ۴۱   | محوطه پشت لام زیارت                 |                | هزاره یک ق‌م ـ تاریخی           | شهرستان گرگان، روستای زیارت                                                                              | ۹۳۲۵      | ۱۳۸۲/۰۵/۰۷ |       |
| ۴۲   | خرگوش‌تپه                            |                | تاریخی                         | شهرستان گرگان، بخش مرکزی، شمال شرق روستای خرگوش‌تپه                                                       | ۹۳۲۸      | ۱۳۸۲/۰۵/۰۷ |       |
| ۴۳   | تپه یرتا                            |                | پیش از تاریخ ـ تاریخی ـ اسلامی | شهرستان گرگان، بخش بهاران، دهستان قرق روستای قلی‌آباد                                                     | ۹۳۴۵      | ۱۳۸۲/۰۵/۰۷ |       |
| ۴۴   | کاروان‌سرای (رباط) سفید              |                | صفویه                          | شهرستان گرگان، بخش مرکزی، دهستان استرآبادجنوبی، ۵/۵ کیلومتری شرق روستای چهارباغ                          | ۱۱۲۶۶     | ۱۳۸۳/۱۱/۱۰ |       |
| ۴۵   | نریمان تپه                          |                | پیش از تاریخ ـ تاریخی ـ اسلامی | شهرستان گرگان، بخش مرکزی، دو کیلومتری شرق روستای قرق                                                     | ۱۱۲۶۷     | ۱۳۸۳/۱۱/۱۰ |       |
| ۴۶   | گنجان تپه                           |                | پیش از تاریخ ـ تاریخی ـ اسلامی | شهرستان گرگان، بخش مرکزی، دهستان روشن آباد، دو کیلومتری شمال روستای نودیجه                               | ۱۱۲۶۸     | ۱۳۸۳/۱۱/۱۰ |       |
| ۴۷   | قلعه سرتپه                          |                | تاریخی ـ اسلامی                | شهرستان گرگان، بخش مرکزی، دهستان استرآباد جنوبی، ۳ کیلومتری شمال شرق روستای آهنگرمحله                    | ۱۱۲۶۹     | ۱۳۸۳/۱۱/۱۰ |       |
| ۴۸   | آزادتپه الف                         |                | تاریخی                         | شهرستان گرگان، بخش مرکزی، دهستان روشن آباد، ۳ کیلومتری غرب روستای‌هاشم‌آباد                                | ۱۱۲۷۰     | ۱۳۸۳/۱۱/۱۰ |       |
| ۴۹   | آزادتپه ج                           |                | تاریخی                         | شهرستان گرگان، بخش مرکزی، دهستان روشن آباد، ۳ کیلومتری غرب روستای‌هاشم‌آباد                                | ۱۱۲۷۱     | ۱۳۸۳/۱۱/۱۰ |       |
| ۵۰   | والوتپه                             |                | تاریخی                         | شهرستان گرگان، بخش مرکزی، دهستان استرآبادجنوبی، جنوب غربی روستای جلین سفلی                               | ۱۱۲۷۲     | ۱۳۸۳/۱۱/۱۰ |       |
| ۵۱   | اسپیدارتپه                          |                | تاریخی                         | شهرستان گرگان، بخش مرکزی، دهستان روشن آباد، دو کیلومتری شمال شرقی روستای کفشگیری                         | ۱۱۲۷۳     | ۱۳۸۳/۱۱/۱۰ |       |
| ۵۲   | محوطه خاک سفید                      |                | اسلامی                         | شهرستان گرگان، بخش مرکزی، دهستان استرآباد جنوبی، ۱۰ کیلومتری شرق روستای چهار باغ                         | ۱۱۲۷۴     | ۱۳۸۳/۱۱/۱۰ |       |
| ۵۳   | تیزتپه                              |                | تاریخی ـ اسلامی                | شهرستان گرگان، بخش مرکزی، دهستان انجیراب، ۱/۵ک م شمال روستای قلعه محمود                                  | ۱۱۲۷۵     | ۱۳۸۳/۱۱/۱۰ |       |
| ۵۴   | تپه امامزاده شمالی                  |                | تاریخی ـ اسلامی                | شهرستان گرگان، بخش مرکزی، یک کیلومتری جنوب شرقی روستای حسین‌آباد                                          | ۱۱۲۷۶     | ۱۳۸۳/۱۱/۱۰ |       |
| ۵۵   | حمام سرتپه                          |                | پیش از تاریخ ـ تاریخی ـ اسلامی | شهرستان گرگان، بخش مرکزی، دهستان روشن آباد، ۷۰۰ م شمال شرقی روستای نودیجه                                | ۱۱۲۷۷     | ۱۳۸۳/۱۱/۱۰ |       |
| ۵۶   | محوطه دره میلا                      |                | اسلامی                         | شهرستان گرگان، بخش مرکزی، دهستان استرآبادجنوبی، ۱۵/۵ کیلومتری شرق روستای چهارباغ                         | ۱۱۲۷۸     | ۱۳۸۳/۱۱/۱۰ |       |
| ۵۷   | تپه باغ گلین                        |                | پیش از تاریخ ـ تاریخی          | شهرستان گرگان، بخش مرکزی، دهستان استرآبادجنوبی، ۳۰۰م شمال شرقی روستای باغ گلبن                           | ۱۱۲۷۹     | ۱۳۸۳/۱۱/۱۰ |       |
| ۵۸   | تپه باغ گلین                        |                | تاریخی ـ اسلامی                | شهرستان گرگان، بخش بهاران، دهستان استر آباد شمالی، ۴ کیلومتری شمال شرق سرخنکلاته، ۲۰۰م شمال جاده گاز     | ۱۱۲۸۰     | ۱۳۸۳/۱۱/۱۰ |       |
| ۵۹   | محوطه شهر بت                        |                | تاریخی ـ اسلامی                | شهرستان گرگان، بخش مرکزی، دهستان استرآبادجنوبی، ۵ک م جنوب روستای زیارت                                   | ۱۱۲۸۱     | ۱۳۸۳/۱۱/۱۰ |       |
| ۶۰   | تپه سرخنکلاته                       |                | پیش از تاریخ ـ تاریخی          | شهرستان گرگان، بخش بهاران، دهستان استرآباد شمالی، شرق روستای سرخنکلاته                                   | ۱۱۲۸۲     | ۱۳۸۳/۱۱/۱۰ |       |
| ۶۱   | قبرستان امامزاده عبداله زیارت       |                | صفویه به بعد                   | شهرستان گرگان، بخش مرکزی، دهستان استرآباد جنوبی، جنوب روستای زیارت                                       | ۱۱۲۸۳     | ۱۳۸۳/۱۱/۱۰ |       |
| ۶۲   | تپه کفشگیری                         |                | پیش از تاریخ ـ تاریخی          | شهرستان گرگان، بخش مرکزی، دهستان روشن آباد، شمال روستای کفشگیری                                          | ۱۱۲۸۴     | ۱۳۸۳/۱۱/۱۰ |       |
| ۶۳   | تپه شاه آرام شمالی                  |                | تاریخی                         | شهرستان گرگان، بخش مرکزی، دو کیلومتری شرق روستای گناره                                                   | ۱۱۲۸۵     | ۱۳۸۳/۱۱/۱۰ |       |
| ۶۴   | خرگوش تپه جنوبی سرخنکلاته           |                | تاریخی ـ اسلامی                | شهرستان گرگان، بخش بهاران، ۴ کیلومتری شمال شرقی روستای سرخنکلاته، ۵۰ ۱ک م شمال جاده گاز                  | ۱۱۲۸۶     | ۱۳۸۳/۱۱/۱۰ |       |
| ۶۵   | آزادتپه ب                           |                | تاریخی ـ اسلامی                | شهرستان گرگان، بخش مرکزی، دهستان روشن آباذ، ۳ کیلومتری غرب روستای‌هاشم‌آباد                                | ۱۱۲۸۷     | ۱۳۸۳/۱۱/۱۰ |       |
| ۶۶   | کاخ آقا محمدخان قاجار               |                | اوایل قاجار                    | شهرستان گرگان، خ کاخ، روبروی دبیرستان ایرانشهر، مقر فعلی سپاه پاسداران                                   | ۱۱۲۸۸     | ۱۳۸۳/۱۱/۱۰ |       |
| ۶۷   | یاریم تپه میرمحله                   |                | پیش از تاریخ ـ تاریخی          | شهرستان گرگان، بخش بهاران، دهستان استرآبادشمالی، ۳ کیلومتری جنوب روستای میرمحله                          | ۱۱۲۸۹     | ۱۳۸۳/۱۱/۱۰ |       |
| ۶۸   | تپه شاه آرام جنوبی                  |                | تاریخی                         | شهرستان گرگان، بخش مرکزی، ۳ کیلومتری شرق روستای گناره                                                    | ۱۱۲۹۰     | ۱۳۸۳/۱۱/۱۰ |       |
| ۶۹   | تپه ترکمن آیش                       |                | تاریخی                         | شهرستان گرگان، بخش مرکزی، دهستان روشن آباد، ۳/۵ کیلومتری شمال روستای نودیجه                              | ۱۱۲۹۱     | ۱۳۸۳/۱۱/۱۰ |       |
| ۷۰   | محوطه النگدره                       |                | تاریخی ـ اسلامی                | شهرستان گرگان، بخش مرکزی، دهستان استرآباد جنوبی، ضلع شمالی پارک جنگلی النگدره                            | ۱۱۲۹۲     | ۱۳۸۳/۱۱/۱۰ |       |
| ۷۱   | تپه حیدرآباد                        |                | اسلامی                         | شهرستان گرگان، بخش مرکزی، دهستان روشن آباد، ۵۰۰ متری غرب روستای حیدر آباد                                | ۱۴۵۰۹     | ۱۳۸۴/۱۲/۱۶ |       |
| ۷۲   | تکیه جنوبی محله دوشنبه‌ای            |                | قاجاریه                        | شهرگرگان، خ شهید رجایی، ک میدان بار قدیم، مرکز محله دوشنبه‌ای                                             | ۱۵۰۴۴     | ۱۳۸۴/۱۲/۲۴ |       |
| ۷۳   | حمام قاضی                           |                | صفویه                          | شهرگرگان، خ امام خمینی، آفتاب نوزدهم، مجاور تکایای نعلبندان                                              | ۱۵۰۴۵     | ۱۳۸۴/۱۲/۲۴ |       |
| ۷۴   | امامزاده نه تن                      |                | قاجاریه                        | شهر گرگان، خ شهید رجایی، نبش گلشن هفتم                                                                   | ۱۵۰۴۸     | ۱۳۸۴/۱۲/۲۴ |       |
| ۷۵   | حمام میخچه گران                     |                | صفویه                          | شهر گرگان، خ شهدا، لاله ششم، مرکز محله میخچه گران                                                        | ۱۵۰۵۰     | ۱۳۸۴/۱۲/۲۴ |       |
| ۷۶   | تکیه شرق محله                       |                | قاجاریه                        | شهر گرگان، خ شهید رجایی، ک میدان بار قدیم، مرکز محله دوشنبه‌ای                                            | ۱۵۰۵۱     | ۱۳۸۴/۱۲/۲۴ |       |
| ۷۷   | زیارت (ابهام‌زدایی)                  |                | قاجاریه ـ پهلوی                | شهرستان گرگان، بخش مرکزی، دهستان استر آباد جنوبی، زیارت (ابهام‌زدایی)                                     | ۱۶۷۱۰     | ۱۳۸۵/۱۰/۲۳ |       |
| ۷۸   | آب‌انبار کفشگیری                     |                | پهلوی                          | شهر گرگان، بخش مرکزی، دهستان روشن آباد، روستای کفشگیری، آب انبار قدیمی روستا                             | ۱۸۶۷۹     | ۱۳۸۵/۱۲/۲۸ |       |
| ۷۹   | خانه حسین آقا بابایی                |                | پهلوی                          | شهرستان گرگان، بخش مرکزی، دهستان استرآباد جنوبی، روستای زیارت                                            | ۲۰۰۳۵     | ۱۳۸۶/۰۸/۲۲ |       |
| ۸۰   | خانه عباس علاء الدین                |                | پهلوی                          | شهرستان گرگان، بخش مرکزی، دهستان استرآباد جنوبی، روستای زیارت                                            | ۲۰۰۳۶     | ۱۳۸۶/۰۸/۲۲ |       |
| ۸۱   | خانه شعبان بادلی                    |                | پهلوی                          | شهرستان گرگان، بخش مرکزی، دهستان استرآباد جنوبی، روستای زیارت                                            | ۲۰۰۳۷     | ۱۳۸۶/۰۸/۲۲ |       |
| ۸۲   | خانه قربانعلی مؤمنی                 |                | اواخر قاجاریه                  | شهرستان گرگان، بخش مرکزی، دهستان روشن آباد، روستای کفشگیری                                               | ۲۰۰۳۸     | ۱۳۸۶/۰۸/۲۲ |       |
| ۸۳   | خانه یوسف سلیمانی                   |                | پهلوی                          | شهرستان گرگان، بخش مرکزی، دهستان استرآباد جنوبی، روستای زیارت                                            | ۲۰۰۳۹     | ۱۳۸۶/۰۸/۲۲ |       |
| ۸۵   | خانه حاج عباس کریمی                 |                | اواسط قاجاریه                  | شهرستان گرگان، بخش بهاران، دهستان استرآباد شمالی، روستای فیض آباد                                        | ۲۰۰۴۰     | ۱۳۸۶/۰۸/۲۲ |       |
| ۸۶   | خانه حاج علی گل محمدی               |                | پهلوی                          | شهرستان گرگان، بخش مرکزی، دهستان استرآباد جنوبی، روستای زیارت                                            | ۲۰۰۴۱     | ۱۳۸۶/۰۸/۲۲ |       |
| ۸۷   | خانه ابراهیم کاوه                   |                | پهلوی                          | شهرستان گرگان، بخش مرکزی، دهستان استرآباد جنوبی، روستای زیارت                                            | ۲۰۰۴۲     | ۱۳۸۶/۰۸/۲۲ |       |
| ۸۸   | خانه عباس آقا بابایی                |                | پهلوی                          | شهرستان گرگان، بخش مرکزی، دهستان استرآباد جنوبی، روستای زیارت                                            | ۲۰۰۴۴     | ۱۳۸۶/۰۸/۲۲ |       |
| ۸۹   | خانه حسین علی کابلی                 |                | پهلوی                          | شهرستان گرگان، بخش مرکزی، دهستان روشن آباد، روستای کفشگیری                                               | ۲۰۰۴۵     | ۱۳۸۶/۰۸/۲۲ |       |
| ۹۰   | خانه رستم برهانی نژاد               |                | اواخر قاجاریه                  | شهرستان گرگان، بخش مرکزی، دهستان روشن آباد، روستای کفشگیری                                               | ۲۰۰۴۶     | ۱۳۸۶/۰۸/۲۲ |       |
| ۹۱   | خانه مجتبی علاءالدین و شعبان بادلی  |                | پهلوی                          | شهرستان گرگان، بخش مرکزی، دهستان استرآباد جنوبی، روستای زیارت                                            | ۲۰۰۴۷     | ۱۳۸۶/۰۸/۲۲ |       |
| ۹۲   | خانه اکبر آقا بابایی                |                | پهلوی                          | شهرستان گرگان، بخش مرکزی، دهستان استرآباد جنوبی، روستای زیارت                                            | ۲۰۰۴۸     | ۱۳۸۶/۰۸/۲۲ |       |
| ۹۳   | خانه حاج غلامرضا بادلی              |                | پهلوی                          | شهرستان گرگان، بخش مرکزی، دهستان استرآبادجنوبی، روستای زیارت                                             | ۲۰۰۴۹     | ۱۳۸۶/۰۸/۲۲ |       |
| ۹۴   | خانه ابوالفضل سلطانپور              |                | پهلوی                          | شهرستان گرگان، بخش مرکزی، دهستان استرآباد جنوبی، روستای زیارت                                            | ۲۰۰۵۰     | ۱۳۸۶/۰۸/۲۲ |       |
| ۹۵   | خانه محمد محمد رضاپور               |                | پهلوی                          | شهرستان گرگان، بخش مرکزی، دهستان استرآباد جنوبی، روستای زیارت                                            | ۲۰۰۵۱     | ۱۳۸۶/۰۸/۲۲ |       |
| ۹۶   | خانه لیلا شاهکوه محلی               |                | پهلوی                          | شهرستان گرگان، بخش مرکزی، دهستان استرآباد جنوبی، روستای زیارت                                            | ۲۰۰۵۲     | ۱۳۸۶/۰۸/۲۲ |       |
| ۹۷   | خانه مسلم علاءالدین                 |                | پهلوی                          | شهرستان گرگان، بخش مرکزی، دهستان استرآباد جنوبی، روستای زیارت                                            | ۲۰۰۵۳     | ۱۳۸۶/۰۸/۲۲ |       |
| ۹۸   | خانه قربان علاءالدین                |                | اوایل انقلاب                   | شهرستان گرگان، بخش مرکزی، دهستان استرآبادجنوبی، روستای زیارت                                             | ۲۰۰۵۴     | ۱۳۸۶/۰۸/۲۲ |       |
| ۹۹   | خانه حسن سلیمانی                    |                | پهلوی                          | شهرستان گرگان، بخش مرکزی، دهستان استرآباد جنوبی، روستای زیارت                                            | ۲۰۰۵۶     | ۱۳۸۶/۰۸/۲۲ |       |
| ۱۰۰  | آرامگاه میرکتول                     |                | اواخر قاجاریه                  | شهر گرگان، محله نعلبندان، ضلع شمالی مسجد جامع گرگان                                                      | ۲۲۲۵۲     | ۱۳۸۶/۱۲/۲۶ |       |